# Senato governante

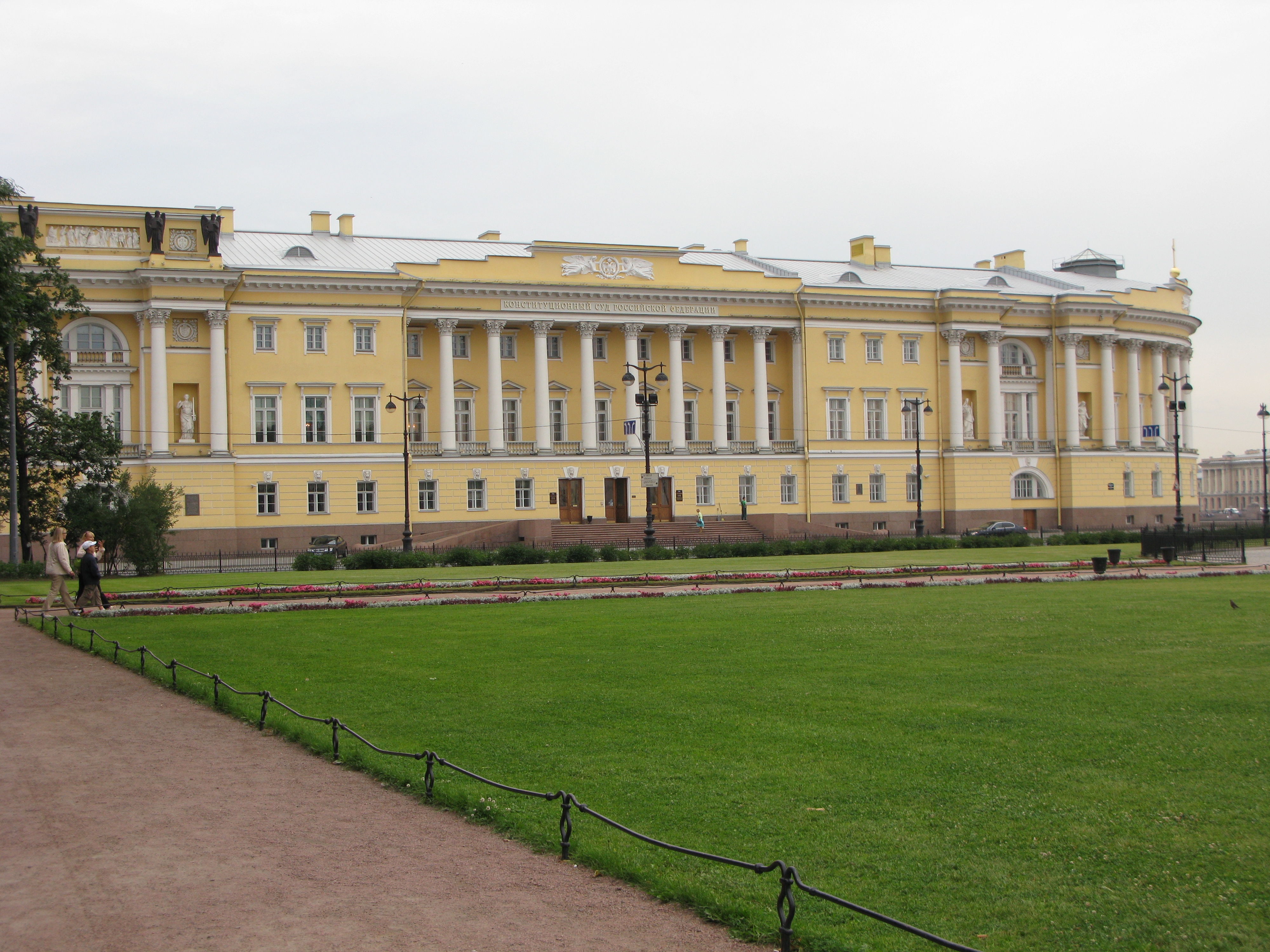
Palazzo del Senato e del Sinodo in Piazza del Senato, San Pietroburgo

Il Senato governante (in russo Правительствующий сенат, Pravitelstvuyushchiy senat) era un organo legislativo, giudiziario ed esecutivo degli imperatori russi, istituito da Pietro il Grande nel 1711 per sostituire la Duma di Boyar. Durò fino alla fine dell'Impero russo ed era presieduto dal Procuratore Generale che fungeva da collegamento tra il sovrano e il Senato; secondo le stesse parole dell'imperatore l'organo agiva come "l'occhio del sovrano".

## Descrizione
Istituito originariamente solo per il periodo dell'assenza di Pietro, divenne un corpo permanente dopo il suo ritorno. Il numero dei senatori fu inizialmente fissato a nove e, nel 1712, aumentò a dieci. Gli eventuali disaccordi tra il procuratore capo e il Senato dovevano essere risolti dal monarca. Al Senato erano assegnati anche alcuni altri funzionari e una cancelleria. Anche se subì molti cambiamenti successivi, divenne una delle istituzioni più importanti della Russia imperiale, in particolare per l'amministrazione e il diritto.
Il Consiglio di Stato, creato da Alessandro I, avrebbe dovuto ereditare il potere esecutivo del Senato. Un parlamento previsto doveva ereditare il potere legislativo, ma ciò non accadde mai.
Nel XIX secolo, il Senato si evolse nel più alto organo giudiziario in Russia. In quanto tale, esercitava il controllo su tutte le istituzioni giuridiche e sui funzionari di tutto il paese.
Il Senato era composto da diversi dipartimenti, di cui vi erano le due Corti di Cassazione (una per le cause penali, una per le cause civili). Comprendeva anche un Dipartimento di Araldica, che gestiva le questioni relative ai diritti dei nobili e dei cittadini onorari.

## Primi nove senatori
I primi nove senatori furono il conte Ivan Musin-Pushkin, Boyar Tikhon Streshnev, il principe Petr Golitsyn, il principe Mikhail Dolgorukov, Grigoriy Plemiannikov, il principe Grigoriy Volkonskiy, il generale Mikhail Samarin, il quartiermastro generale Vasiliy Apukhtin e Nazariy Melnitskiy. Anisim Schukin fu nominato sottosegretario.

## Procuratori generali
- 1722 - 1735 Pavel Yaguzhinsky
- 1740 - 1760 Nikita Trubetskoy
- 1760 - 1761 Yakov Shakhovskoy
- 1761 - 1764 Aleksandr Glebov
- 1764 - 1792 Aleksandr Vyazemsky
- 1792 - 1796 Alexander Samoylov
- 1796 - 1798 Aleksei Kurakin
- 1798 - 1799 Pyotr Lopukhin
- 1799 - 1800 Aleksandr Bekleshov
- 1800 - 1801 Pyotr Obolianinov

## Procuratori generali e Ministri della giustizia
- 1802 - 1803 Gavrila Derzhavin
- 1803 - 1810 Pyotr Lopukhin
- 1810 - 1814 Ivan Dmitriev
- 1814 - 1817 Dmitriy Troshchinsky
- 1817 - 1827 Dmitry Lobanov-Rostovsky
- 1827 - 1829 Aleksei Dolgorukov
- 1829 - 1839 Dmitriy Dashkov
- 1839 Dmitry Bludov
- 1839 - 1862 Viktor Panin
- 1862 - 1867 Dmitriy Zamyatnin
- 1867 Sergei Urusov
- 1867 - 1878 Konstantin von Pahlen
- 1878 - 1885 Dmitry Nabokov
- 1885 - 1894 Nikolay Manasein
- 1894 - 1905 Nikolay Muravyov
- 1905 Sergey Manukhin
- 1905 - 1906 Mikhail Akimov
- 1906 - 1915 Ivan Shcheglovitov
- 1915 - 1916 Alexander Khvostov
- 1916 Alexander Makarov
- 1916 - 1917 Nikolay Dobrovolsky